# 脱共役剤
脱共役剤（だつきょうやくざい、Uncoupler）とは、生物の酸化的リン酸化において、電子伝達系およびATP合成反応のいずれをも阻害せずに両反応の共役を阻害する化合物のこと。
酸化的リン酸化は、電子伝達系によりミトコンドリア内膜内側からくみ出されたプロトンが、ATP合成酵素を通って流入する際にATPが合成されるという形で両反応が共役し成立している（化学浸透圧説）。ここに脱共役剤が投与されると、プロトンがATP合成酵素を通らずに膜を通して漏れ、電子伝達反応は進行してもATPは合成されなくなる。これが脱共役である。
脱共役剤は一般に親油性の弱酸である。プロトン濃度の高い環境ではプロトンを結合し酸となり、プロトン濃度が低くなるとプロトンが解離して塩基の形となる。いずれの形も膜に入りやすく、膜の両側で出入りしながらプロトンを輸送する、一種のイオノフォア（プロトノフォア）である。 代表的な脱共役剤としては、2,4-ジニトロフェノール、カルボニルシアニド-m-クロロフェニルヒドラゾン（CCCP）、カルボニルシアニド-p-トリフルオロメトキシフェニルヒドラゾン（FCCP）、バリノマイシンなどがある。またごく弱いながらエタノールやサリチル酸などにも脱共役作用がある。CCCPなどは共役二重結合により酸・塩基両型が安定化されるため、低濃度で脱共役作用を示す。
脱共役は細胞の呼吸（酸化によるエネルギー獲得）を阻害するため、低濃度で効く脱共役剤は一般に強い毒性を示す。しかし選択毒性のある化合物では農薬として用いられるものもある。
ミトコンドリアにも脱共役作用を示すタンパク質（脱共役タンパク質：UCP）が内在する。これは電子伝達系のエネルギーを"無駄遣い"して熱に変換することにより、褐色脂肪などで体温調節のための熱を出す働きがある。